# Maison des Ispahbodhan

La maison d'Ispahbudhân ou la maison d'Aspahbadh était l'un des sept grands clans parthes de l'empire sassanide. Comme les Sassanides, ils revendiquaient la descendance de la dynastie achéménide. Ils ont également revendiqué la descendance du légendaire personnage Kaianide Esfandiar, qui était le fils de Vishtaspa (en), qui, selon des sources zoroastriennes, était l'un des premiers disciples de Zoroastre.

## Origine et ascendance
La famille fait remonter son ascendance à des maréchaux militaires (« Spahbod ») et occupa des postes importants dans le royaume. Selon une légende romancée sur leur origine: Une fille du roi Parthe/Arsacide Phraates IV (37-2 AvJ-C), nommée Koshm, mariée un « général de tous les Iraniens » ; leur progéniture portait le titre d'« Aspahpet Pahlav », formant plus tard le clan Ispahbudhan dont les rois Dara II et Esfandiyar.